# Стеракову
Стерако̀ву (на гръцки: Στερακόβου) е село в Кипър, окръг Лимасол. Според статистическата служба на Република Кипър през 2001 г. селото няма жители.